# Elecciones estatales de Renania del Norte-Westfalia de 1990
Las elecciones estatales de Renania del Norte-Westfalia de 1990 tuvieron lugar el 13 de mayo de 1990, con el propósito de elegir a los 237 miembros del Parlamento Regional de Renania del Norte-Westfalia. El resultado fue una clara victoria para el gobierno estatal encabezado por Johannes Rau del SPD, partido que de esta manera ganó la elección con la mayoría absoluta de los escaños por tercera vez después de 1980 y 1985. 

## Antecedentes
Rau, quien había competido como candidato a canciller contra el canciller Helmut Kohl en las elecciones federales de 1987 debido a su buen desempeño como jefe de gobierno en el estado más poblado de Alemania, había sido derrotado por Kohl por lo que había continuado con sus funciones de ministro-presidente en Renania del Norte-Westfalia y había permanecido como vicepresidente del SPD federal. Rau fue nuevamente el candidato del SPD en esta elección.
La CDU eligió a Norbert Blüm, Ministro Federal de Asuntos Laborales y Sociales, como su candidato para el cargo de Ministro-Presidente, ya que debido a una ausencia de 24 años del poder en ese momento, el partido carecía de líderes carismáticos en el ámbito estatal.
El FDP pudo mantener su nivel de votación mientras que los Verdes, que no habían logrado pasar por encima del umbral del 5% en la elección estatal de 1985, obtuvieron representación en el Parlamento por primera vez.

## Resultados
| Hab. inscritos: | 13 036 004 |
| Votantes:       | 9 353 712  |
| Participación:  | 71,75 %    |
| Votos válidos:  | 9 291 974  |

| Partido | Partido        | Votos     | %     | Candidatos | Mand. directos | Escaños |
| ------- | -------------- | --------- | ----- | ---------- | -------------- | ------- |
|         | SPD            | 4.644.431 | 49,98 | 151        | 122            | 122     |
|         | CDU            | 3.409.953 | 36,70 | 151        | 29             | 89      |
|         | FDP            | 535.656   | 5,76  | 151        |                | 14      |
|         | GRÜNE          | 469.098   | 5,05  | 151        |                | 12      |
|         | REP            | 171.867   | 1,85  | 135        |                |         |
|         | ÖDP            | 46.650    | 0,50  | 136        |                |         |
|         | NPD            | 3.370     | 0,04  | 24         |                |         |
|         | DKP            | 2.376     | 0,03  | 18         |                |         |
|         | Patrioten      | 1.742     | 0,02  | 26         |                |         |
|         | CM             | 1.161     | 0,01  | 5          |                |         |
|         | Zentrum        | 717       | 0,01  | 3          |                |         |
|         | Familie        | 210       | 0,00  | 1          |                |         |
|         | SRP            | 202       | 0,00  | 3          |                |         |
|         | FAP            | 56        | 0,00  | 1          |                |         |
|         | Independientes | 4.485     | 0,05  | 7          |                |         |
| Total   | Total          | 9.291.974 |       | 963        | 151            | 237     |